# الإسكندراني (فلم)
الإسكندراني هو فيلمٌ مصري ٌ بدأ عرضه في مصر في 4 يناير 2024، وتُوقع عرضه في دول الخليج في 11 يناير 2024. ضمن موسم رأس السنة، ومعهما فيلمان آخران يظهر فيهما بيومي فؤاد هما الحريفة، أنا وابن خالتي.

## قصة الفيلم
بكر الإسكندراني (أحمد العوضي)، يحب فتاة من مدينته (زينة). يعود لمدينته، ويستقبله أنصاره، ويُعرف أنه أصبح كبير الإسكندرية.

## إنتاج الفيلم
أخرج الفيلم خالد يوسف، وهو مأخوذ عن رواية الإسكندراني لأسامة أنور عكاشة، وأنتجته شركة مصر العربية للإنتاج السينمائي، بالشراكة مع روتانا استديو، ومن بطولة أحمد العوضي، وزينة، وحسين فهمي، ومحمد رضوان، وصلاح عبد الله، وعصام السقا، انتصار، وبيومي فؤاد، ومحمود حافظ، ورحاب الجمل.
صوّرت بعض مشاه الفيلم في إيطاليا، وصوّرت بعض المشاه في المشاه الأصلية للرواية في أحياء الأنفوشي، وبحري إسكندرية. وهو أول بطولة للفنان أحمد العوضي.

## إيرادات الفيلم
حقق الفيلم على شباك التذاكر المصري من الإيرادات 26,905,000 ج. م. حتى يوم 21 فبراير 2024 بعد حوالي سبعة أسابيع من العرض.